# فيكتور يموان
فيكتور يموان (بالفرنسية: Victor Lemoine )‏ (و. 1823 – 1911 م) هو عالم نبات، وبستاني، من فرنسا، توفي في نانسي، عن عمر يناهز 88 عاماً.